# سیاه کمره زالی
سیاه کمره زالی، روستایی از توابع دهستان زیرتنگ بخش کوهنانی شهرستان کوهدشت در استان لرستان ایران است.

## جمعیت
این روستا در دهستان زیرتنگ قرار دارد و براساس سرشماری مرکز آمار ایران در سال ۱۳۸۵، جمعیت آن ۲۰۷ نفر (۳۸خانوار) بوده‌است.